# Cristina Gallardo-Domâs
Cristina Lourdes Gallardo-Domâs Tudezca (Santiago de Chile, 20 de agosto de 1967) es una soprano chilena radicada en España  (Las Palmas de Gran Canaria).

## Biografía
Realiza sus estudios primarios en el Liceo Carmela Carvajal de Prat, donde forma parte del Coro Colegial. En 1981 ingresa a la Escuela Moderna Música y Danza como alumna de la profesora Ahlke Scheffelt. Paralelo al canto lírico, realiza estudios de teoría musical, solfeo, historia de la música, armonía y piano. Es ayudante del curso de Canto Superior, iniciándose así en la labor pedagógica.
En 1987 complementa sus estudios con los de Interpretación Lírica en el Teatro Municipal de Santiago. Finalmente, el 22 de enero de 1991 obtiene el título de Intérprete superior en canto por la Escuela Moderna de Música, bajo la cátedra de la profesora Ahlke Scheffelt.
En 1990 ingresa al Coro del Teatro Municipal de Santiago y ese mismo año hace su debut profesional interpretando a Cio Cio San en Madama Butterfly, como integrante del elenco nacional.

## Fuera de su patria
Interesada en continuar sus estudios de postgrado, obtiene una beca para ingresar a la prestigiosa Julliard School de Nueva York, donde estudia canto e interpretación bajo la dirección de Edith Berth.
Allí participó en concursos internacionales de canto, siendo finalista del "Luciano Pavarotti" de Filadelfia y ganando los concursos "Licia Albanese" y "Young Emergency Funds" en Nueva York.
En mayo de 1992 participa en el prestigioso y exigente concurso internacional Reina Elisabeth de Bruselas (Bélgica) donde obtiene Medalla de Plata y empieza a destacar por su gran temperamento dramático. 
En 1993 es invitada al "Festival de Dos Mundo de Spoleto" para encarnar el rol protagónico de Suor Angelica. Este rol se convierte en algo emblemático durante su carrera. Inmediatamente vuelve a interpretar el mismo rol en Colonia y Hamburgo.
En ese año interpreta La Traviata, en la Ópera de Colonia, causando tal impacto que en su debut no sólo la comparan con la gran Maria Callas[cita requerida] sino que es llamada a sustituir a Cheryl Studer en la Ópera de Múnich.
Su primera temporada en Europa se completa con otro éxito en su debut en la Scala de Milán el 22 de febrero de 1994, como "Magda" en La rondine, con la dirección de Gianandrea Gavazzeni.
Ha cantado en los teatros más importantes del mundo: Metropolitan Opera House de Nueva York, Covent Garden de Londres, Scala de Milán y la Ópera estatal de Viena.
En 1996 se convierte en la primera soprano chilena que debuta en la Opera Nacional de París como "Mimí" en La Boheme. Ese mismo año debuta también en el Teatro de la Fenice de Venecia.
Ese mismo año, y con ese mismo rol, es elegida Estrella de la Semana y se presentan en Chile, siendo galardonada por la Asociación de Periodistas de Espectáculos como "Figura 1998".
Si algo marca realmente su carrera ese año es su debut en Madama Butterfly en el Covent Garden, donde pasa a la historia con una interpretación magistral. A partir de aquí es pedida para cantar en Berlín, Viena, Barcelona, Madrid, Londres y solicitada por Anthony Minghella, director de cine y ganador del Oscar, para que con ese mismo personaje abra la temporada 2006-2007 del Metropolitan de Nueva York.
Su voz ha resonado en Berlín, Múnich, Leipzig, São Paulo, Manaus, México, Santiago, Dubrovnik, las Islas Canarias y otras ciudades españolas.
Por otra parte son cerca de catorce las grabaciones, en distintos formatos, que dejan testimonio de la voz y la interpretación de Cristina Gallardo-Domâs.

## Presencia en Latinoamérica
A sus dos presentaciones en el Teatro Municipal de Santiago en La Traviata y Simón Boccanegra, une presentaciones en México, Colombia, Venezuela, Brasil y especialmente en el Teatro Colón de Buenos Aires, donde cantó Suor Angelica.
Muy elogiado fue el concierto que ofreció en Santiago de Chile, con motivo del 110.º Aniversario de la Comuna de Providencia, donde convocó a cerca de diez mil personas en el Parque de las Esculturas de esa comuna.

## Galardones
- El Ministerio de Educación de Chile le confirió la Orden al Mérito Docente y Cultural Gabriela Mistral, en el grado Lazo de Dama, el 29 de noviembre del 2000.[3]

- La Municipalidad de Santiago le otorgó, con fecha 3 de noviembre de 2003, la Medalla Apóstol Santiago en testimonio a su destacada trayectoria artística.[4]

- En marzo de 2007 fue declarada Hija Ilustre de Providencia por la Municipalidad de esa comuna y recibió la Medalla de Oro del Instituto Cultural de Providencia en mérito a su trayectoria musical.[4]

- Recibe la condecoración "Honoris Causa" de la Universidad Andrés Bello de Chile.[5]

- Un aula en la Universidad de Las Palmas de Gran Canaria lleva el nombre de Aula Gallardo-Domâs en honor a ella.

- En 2009 formó parte de la dirección del Campus de Excelencia y del Comité de Honor de esa Universidad, presidido por la reina Sofía.[4]

- En 2010 recibió la Orden al Mérito Artístico y Cultural Pablo Neruda del Ministerio de Cultura de Chile.[6]

- En 2010 recibió el Premio Plácido Domingo, otorgado por Hispanic Society de Los Ángeles.[4]

## Críticas
Cristina Gallardo-Domâs ha recibido críticas de excelencia por parte de diferentes diarios, que hacen referencia a las presentaciones de la soprano en distintas ciudades del mundo.
- Bélgica: en Le Soir, Fernando Leclerq comentó así la presentación de la soprano:

Es imposible no pensar en Callas cuando entra en la piel de su personaje Margarita en Mefistofele, de Arrigo Boito, cuando lo desarrolla dando vida a cada sílaba y nos deja con un nudo en la garganta por la emoción que provoca. A sus 24 años, con una voz que aún no está asentada y que debería agrandarse, con una técnica sin fallos, es excepcional
Fernando Leclerq

- Israel: en el diario israelí Yediot Ahronot recibe la siguiente crítica:

Ha nacido una estrella. En el principio Dios creó la voz humana. Y Dios dijo: Permitamos que sea talentosa. Y el talento fue creado en un día y una noche. El segundo día, Dios hizo que la voz humana fuera el más bonito de los instrumentos musicales y creó la técnica vocal. El tercer día Dios creó el drama. El cuarto día Dios estableció la diferencia entre los grandes cantantes y pequeñas estrellas locales. En el quinto día Dios creó la comunicación entre el artista y su público. Y en el sexto día, en el pináculo, Dios creó la inteligencia. Entonces bendijo la inteligencia y descansó de su labor. Fue una pena, pero muy pocos cantantes había allí cuando Dios ofreció todos estos regalos. Alguien estaba seguramente allí: Cristina Gallardo-Domâs, 24 años, chilena, soprano. A través de su voz ella es capaz de transmitirnos todo el amplio espectro de los sentimientos humanos
Yediot Ahronot

- Estados Unidos: The Independent. Edward Seckerson se refiere así a la soprano después de su interpretación en Madama Butterfly:

Hay cantantes que parecen bonitas y cantan mal, las hay al revés. Y existe Cristina Gallardo-Domâs, la soprano chilena que llegó al cielo de la Royal Opera en la noche inaugural y toma posesión de este rol para el futuro. Ella hace mucho más que cantar, ella lo vive. En mente, cuerpo y espíritu ella es todo aquello que Puccini debió haber soñado
Edward Seckerson

## Cristina en la actualidad
En el futuro próximo, además de cumplir sus compromisos musicales concertados, continuará con su labor docente, impartiendo diferentes Master Class, fomentando el desarrollo musical de los jóvenes.
En su labor en la Universidad de Las Palmas de Gran Canaria pondrá en contacto a jóvenes universitarios con importantes figuras del mundo de la música.
Además de su labor acadmémica, entre 2016 y 2017, Gallardo-Domâs fue asesora musical de las Semanas Musicales de Frutillar durante el verano chileno.